# أراتشينوفو
أراسينوفو (Арачиново) هي مدينة في مقاطعة سكوبجي في جمهورية مقدونيا.
وكانت قد احتلها المتمردون الألبان في الصراع المقدوني عام 2001، وفي أحداث العنف التي زامنت الانتخابات البرلمانية المقدونية عام 2008 أطلق أحد المسلحين النار على الشرطة
فقتل شخص وجرح عديدون.